# Franz Wilhelm Kieling

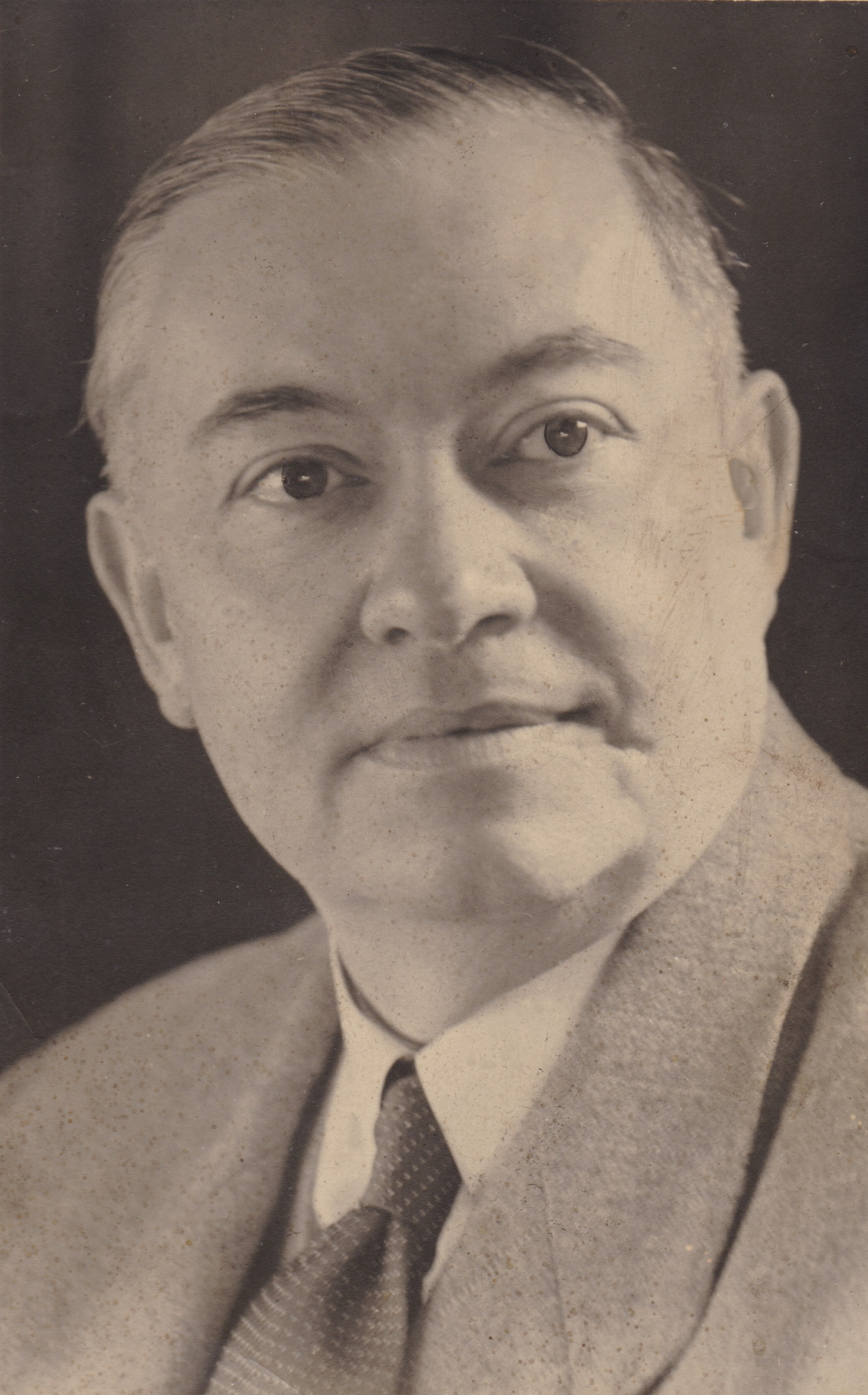
Franz Wilhelm Kieling

Julius Franz Wilhelm Kieling (* 14. März 1902 in Leipzig; † 2. Mai 1953 in Bad Oldesloe) war ein deutscher Verwaltungsjurist, Kommunalpolitiker und Schriftsteller.

## Leben und Beruf
Nach dem Abitur studierte Kieling Rechtswissenschaften. Während seines Studiums wurde er 1920 Mitglied der Burschenschaft Teutonia Jena. Er promovierte und trat 1924 in den thüringischen Verwaltungsdienst ein. Von 1928 bis 1932 war er Stadtsyndikus (also Leiter des Rechtsamtes) der Stadt Gera. Während des Zweiten Weltkrieges war Kieling zunächst gegen seinen Willen vom Wehrdienst freigestellt worden. 1941/1942 leistete er Kriegsdienst als Kriegsverwaltungsrat bei der Heeresgruppe Süd. Am 4. Juni 1945 wurde er vorübergehend verhaftet.

## Öffentliche Ämter
Am 19. Januar 1932 wurde Kieling zum Bürgermeister von Bad Oldesloe, der größten Stadt im Kreis Stormarn, berufen. Er setzte sich sehr für die Verlegung der Kreisverwaltung aus der kreisfreien Stadt Wandsbek nach Bad Oldesloe ein, aber selbst nach der Eingemeindung Wandsbeks nach Hamburg durch das Groß-Hamburg-Gesetz verblieb die Verwaltung bis zur Ausbombung 1943 dort. Der Streit um den Verwaltungssitz führte zu einem dauerhaften Zerwürfnis mit dem Landrat Constantin Bock von Wülfingen. Im Jahr 1943, Bock von Wülfingen war inzwischen in die Hamburger Verwaltung gewechselt, wurde Kieling zum stellvertretenden Landrat ernannt.
Zum 1. April 1933 trat er der NSDAP bei (Mitgliedsnummer 1.636.258). Seine Reden und Schriften machen deutlich, dass er sich mit den Zielen des Nationalsozialismus identifizierte.
Nach dem Ende der nationalsozialistischen Herrschaft wurde Kieling zunächst beurlaubt und am 17. Dezember 1947 aus dem Dienst der Stadt Bad Oldesloe entlassen. Vom 1. Dezember 1948 bis zum 15. Mai 1950 war er Kreisdirektor des Kreises Stormarn.

## Schriftsteller
Kieling war auch als Schriftsteller tätig. Er veröffentlichte drei Kriminalromane sowie ein Theaterstück, das 1960 in Bad Oldesloe uraufgeführt wurde.

## Familie
Franz Wilhelm Kieling war seit dem 11. August 1928 mit Marianne, geb. Sanders, verheiratet. Das Paar hatte zwei gemeinsame Kinder. Kielings Schwester Johanna war mit dem Schauspieler Walter Amtrup verheiratet.

## Werke
Kriminalromane
- Untersuchungsrichter König, Auffenberg Verlagsgesellschaft, Berlin 1936
- Rätsel um Dr. Falk, Verlag Herbert Bauer, Tübingen-Lustnau 1949
- Die Frau auf der Kugel, Fritz Mardicke Verlag, 1958 (Erdball-Romane Bd. 502)

Theaterstück
- Es geschah zum Fünf-Uhr-Tee, Uraufführung 1960[5]